# Spielwang
Spielwang ist ein Gemeindeteil der Gemeinde Vachendorf im oberbayerischen Landkreis Traunstein in Bayern.

## Name
Der Name des Ortes könnte bereits römischen Ursprungs sein (romanisches Bestimmungswort spina=Dornstrauch) und verweist auf Entstehung vor dem 10. Jahrhundert. Der Namensteil -wang deutet auf eine Anbausiedlung eines nahegelegenen Dorfes, hier Vachendorf.

## Geographie
Spielwang liegt zwischen der Ortsmitte von Vachendorf und Mühlen in der Planungsregion Südostoberbayern im Chiemgau. Westlich von Spielwang befindet sich in etwa drei Kilometern Entfernung der Tüttensee, südlich verlaufen die Bundesautobahn 8 sowie das Voralpenland.

## Geschichte
Bereits 1156 findet Spielwang (Spindelwanc) Erwähnung als Weiler.
Um 1804 bestanden in Spielwang sechs Häuser, darunter eine Schmiede.
Um 1825 lebten im Dorf Spielwang vier Familien mit 38 Personen in sieben Häusern.
Im Jahre 1869 gab es zudem eine Käserei.
Derzeit besteht Spielwang aus etwa 20 Häusern und drei Bauernhöfen.
In Spielwang stehen eine ehemalige Schmiede und ein früheres Bauernhaus, die in der Liste der Baudenkmäler des Bayerischen Landesamtes für Denkmalpflege geführt werden.

## Persönlichkeiten
Anja Hagenbucher: Eine ehemalige Snowboarderin, die unter anderem bei den Snowboard-Europameisterschaften 1994 Gold im Parallelslalom gewann und bei der Snowboarding World Series in Österreich siegreich war.

## Weblink
- Spielwang auf der Karte „Traunstein und Umgebung im Jahre 1848“ (am unteren Bildrand)